# Scinax centralis
Scinax centralis är en groddjursart som beskrevs av Pombal och Bastos 1996. Scinax centralis ingår i släktet Scinax och familjen lövgrodor. IUCN kategoriserar arten globalt som livskraftig. Inga underarter finns listade i Catalogue of Life.